# Memo Rex Commander y el Corazón Atómico de la Vía Láctea
Memo Rex Commander y el Corazón Atómico de la Vía Láctea es el tercer álbum de estudio de la banda de rock alternativo Zoé, lanzado el 12 de julio de 2006 por Noiselab Records. El álbum fue producido por Phil Vinall, productor que ha colaborado con varias bandas como Placebo, Elastica y Gene, y Mauricio Garza, que colaboró con la banda en la canción «Dead» del EP The Room.

## Historia
Tras la consolidación y el reconocimiento de su EP "The Room", Zoé se embarcó a la realización de un nuevo disco. La banda realizó la preproducción en las playas de Manzanillo para después viajar a los estudios de grabación Sonic Ranch, ubicados a una hora de El Paso, en el poblado de Tornillo, Texas, de la mano del productor inglés Phill Vinall.
Después de un mes completo de grabación, la banda se dirigió a la Ciudad de México para realizar la postproducción del disco para dejar listos y afinados los tracks que se mezclarían de nueva cuenta en el complejo tejano durante el mes de mayo. El 16 de junio de 2006 fue lanzado el sencillo Vía Láctea, que se colocó rápidamente en los primeros lugares de popularidad de la radio mexicana.
El material fue lanzado al mercado el 12 de julio de 2006 bajo los sellos Noiselab Records y EMI Music. El lanzamiento fue acompañado por una firma de autógrafos de la banda. El disco debutó en el #1 de las listas de ventas de México y paso 4 semanas en la cima  para ser acreditado con disco de oro por sus más de 50,000 unidades vendidas en México el 17 de agosto.
En 30 de marzo de 2007 se lanzó una Edición especial en la cual se incluyen la canción "Everything Goes", grabada en las sesiones del disco, y un DVD con el video de "No Me Destruyas", un pequeño documental de la grabación y tres videos con imágenes en vivo de "Vinyl", "Corazón Atómico" y "Human Space Volt".
El 8 de diciembre de 2007, el disco fue nominado al premio Grammy en la categoría "Mejor Álbum Rock Alternativo Latino".

## Álbum
Es un disco de carácter psicodélico centrado en la nostalgia, la tristeza y la depresión con letras más profundas y metafóricas que su material anterior y con una musicalización más atmosférica. Cuenta con una marcada inspiración en bandas como The Cure, apreciable en «Vía Láctea», y Pink Floyd, manifestada en «Side Effects». 
El disco abre con «Memo Rex», pista que habla sobre el personaje principal de la historia del disco que, a través de experiencias sonoras, nos cuenta este material. La imagen del personaje fue creada por el diseñador Iván Krassoyevitch. Después sigue «Vía Láctea», primer sencillo del disco, para luego pasar con «Vinyl» y hacer una parada momentánea en una canción de súplica titulada «No Me Destruyas», segundo sencillo del disco. Le siguen «Corazón Atómico», track que contó con la colaboración especial de Tim Burgess, vocalista del grupo británico madchesteriano The Charlatans; «Mrs. Nitro», una canción con influencias punk inspirada por la obra de Philip K. Dick, y «Nunca».
La segunda parte comienza con «The Room»; le siguen «Paula», una oda a un alma gemela lejana, también dedicada a una exnovia del vocalista de la banda llamada Paula Arriola, «Human Space Volt» y «Triste Sister», ambas con un sonido electro. Los dos últimas pistas son «Side Effects», un corte denominado neo-floydiano que forma parte del soundtrack del largometraje "Efectos secundarios", y «Paz».
Debido a un conflicto con la cesión de derechos entre disqueras, Noiselab Records, la encargada de la producción de este CD, no relanzó ediciones posteriores del disco en físico, por lo que fue este catalogado entre los fanes como una pieza difícil de encontrar, que llega incluso una copia completa (cartoncillo, stickers, booklet y CD) a superar los 200 USD (2,500.00 MXN).
En 2015 se anunció la liberación de derechos y se esperó poder adquirir una reedición de Memo Rex Commander y el Corazón Atómico de la Vía Láctea antes de agosto de ese mismo año.
En el presente año el álbum fue incluido en la lista de 50 mejores álbumes del rock latinoamericano según la revista Rolling Stone, estando en el puesto 40 de la lista.

## Lista de canciones
Todas las canciones escritas por León Larregui (exceptuando Side Effects escrita en colaboración con Jesús Báez).
Edición original, México, 2006
| N.º | Título             | Duración |  |
| 1.  | «Memo Rex»         | 3:45     |  |
| 2.  | «Vía Láctea»       | 4:07     |  |
| 3.  | «Vinyl»            | 4:38     |  |
| 4.  | «No Me Destruyas»  | 3:45     |  |
| 5.  | «Corazón Atómico»  | 3:53     |  |
| 6.  | «Mrs. Nitro»       | 2:54     |  |
| 7.  | «Nunca»            | 4:02     |  |
| 8.  | «The Room»         | 5:20     |  |
| 9.  | «Paula»            | 4:18     |  |
| 10. | «Human Space Volt» | 3:48     |  |
| 11. | «Triste Sister»    | 3:43     |  |
| 12. | «Side Effects»     | 4:33     |  |
| 13. | «Paz»              | 4:53     |  |

Edición especial del Memo Rex Commander y el Corazón Atómico de la Vía Láctea, 2007
CD

| N.º | Título            | Duración |  |
| 14. | «Everything Goes» | 2:53     |  |

DVD
1. No Me Destruyas (vídeoclip oficial)
2. Corazón Atómico (en vivo)
3. Vinyl (en vivo)
4. Human Space Volt (en vivo)
5. Paula (video de la grabación en el estudio)

## Personal
- León Larregui - voz líder, guitarra acústica.
- Sergio Acosta - guitarra eléctricas, guitarra acústicas
- Jesús Báez - Teclados, Piano, coros.
- Rodrigo Guardiola - Batería, Percusiones en las canciones 2, 6, 7, 8, 9, 10, 12.
- Ángel Mosqueda - Bajo, guitarra acústica.

Invitados
- Siddhartha - Batería en las 1,  3,  4,  5,  11 y 13.
- Tim Burgess - Voz en Corazón Atómico
- Guillermo Quezada Jr - Viola en The Room y Paula.
- Michael Staehle - Violonchelo en The Room y Paula.
- Phill Vinal - Bajo en el primer verso de Triste Sister.

## Sencillos
- «Vía Láctea»
- «No Me Destruyas»
- «Paula»